# Альфен, Ганс фон
Ганс фон А́льфен (нем. Hans von Ahlfen; 20 февраля 1897, Берлин — 11 сентября 1966, Оберндорф) — генерал-майор немецкой армии во время Второй мировой войны. Также он был комендантом «Крепости Бреслау». В начале осады города в 1945 году был уволен Гитлером из-за стратегических разногласий.

## Начало карьеры
Альфен родился в Берлине и поступил на военную службу в октябре 1914 года курсантом. Во время Первой мировой войны служил лейтенантом во втором инженерном батальоне, а также командиром бронепоездов. Между войнами он оставался в рейхсвере, служил во втором инженерном батальоне, а в августе 1935 года стал инструктором военной академии. В 1937 году Альфе опубликовал свой военный учебник под названием Service with the Pioneers.

## Вторая мировая война
В начале Второй мировой войны Альфен был подполковником в армии. Ему было дано командование моторизованным пионерским батальоном, который служил на восточном фронте, а затем в Норвегии.
30 января 1945 года Альфен был повышен до генерал-майора и назначен фельдмаршалом Фердинандом Шёрнером – комендантом Бреслау, которую Гитлер в августе 1944 года объявил «крепостью, которую нужно защищать любой ценой».
Одним из его первых решений во время осады Бреслау в 1945 году было издание приказа от 6 февраля о запрете на возвращение в город беженцев, который они покинули в результате приказа гауляйтера Ханке об эвакуации мирных жителей. 8 февраля Альфен был повышен в звании до генерала (он взял на себя командование как полковник).
15 февраля, через месяц после начала зимне-весенней операции Красной Армии, и за день до замыкания кольца окружения он издал приказ о призыве всех граждан — независимо от возраста и пола — для готовности к борьбе за Бреслау. Между тем, именно по его инициативе неороманский костёл Св. Кароля был превращён в центр сопротивления и стал, таким образом, объектом нападения советской артиллерии и авиации.
Наибольшую славу ему принесло руководство обороной Бреслау с 31 января (по другим данным — с 3 февраля) по 5 марта 1945 года.
Вскоре он вступил в конфликт с гауляйтером города Карлом Ханке, которого Адольф Гитлер назначил «боевым командиром» Бреслау. Ханке выступал за прорыв с использованием парашютных войск, что Альфен не считал реалистичным, и не соглашался с ним по ряду других вопросов, включая строительство вспомогательной взлетно-посадочной полосы, которая была бы менее уязвима для нападения. По приказу Шёрнера и по наущению Ханке 5 марта 1945 года он был заменён на посту коменданта генералом пехоты Германом Нихофом.
После сложения функции командира крепости Вроцлав он был передан армии группы B на западном фронте, где был осуждён американским руководством.
После войны вместе с Нихофом написал книгу «Крепость Бреслау в огне» («So kämpfte Breslau») — история обороны одноименной крепости.

## Награды
- Железный крест (1914) 2-го и 1-го класса (Королевство Пруссия)
- Нагрудный знак «За ранение» чёрный (1918)
- Крест «За военные заслуги» 3-го класса с воинским отличием (Австро-Венгрия)
- Почётный крест Первой мировой войны 1914/1918 с мечами
- Медаль «За выслугу лет в вермахте» с 4-го по 1-й класс
- Пряжка к Железному кресту 2-го и 1-го класса
- Крест «За военные заслуги» 2-го и 1-го класса с мечами
- Медаль «За зимнюю кампанию на Востоке 1941/42»